# Смолинка (приток Великой)
Смолинка — река в России, протекает по Палкинскому району Псковской области. Устье реки находится в 56 км по левому берегу реки Великой. Длина реки составляет 12 км.
Высота истока — 60,3 м над уровнем моря.
На берегу реки расположен посёлок городского типа Палкино. Река протекает через проточное озеро Смолинское.

## Данные водного реестра
По данным государственного водного реестра России относится к Балтийскому бассейновому округу, водохозяйственный участок реки — Великая. Относится к речному бассейну реки Нарва (российская часть бассейна).
Код объекта в государственном водном реестре — 01030000212102000028990.